# مشروب البقرة البطيئة
مشروب البقرة البطيئة هو مشروب استرخائي يطلق عليه مشروب «مضاد للطاقة»   تم إنتاجه في (Quebec) كندا بواسطة شركة Slow Cow Drink Inc.
تم صنعه من أجل «مساعدة الناس على الإسترخاء» باستخدام عبوات مشابهة لتلك الموجودة في مشروب الطاقة الشهير. تم إطلاق Slow Cow في كيبيك في ديسمبر 2008، مع خطط لبيع المنتج في بقية كندا، وفي فرنسا، والإمارات العربية المتحدة، ولبنان، والولايات المتحدة، وروسيا، وهونغ كونغ، وإيطاليا، والصين، والجمهورية التشيكية.

## أصل مشروب البقرة البطيئة
تم تطوير البقرة البطيئة بواسطة Lino Fleury في كيبيك. وأشار إلى أنه على الرغم من توفر الكثير من مشروبات الطاقة، إلا أنه لا توجد مشروبات «تساعد الناس على الإسترخاء عندما يشعرون بالتوتر». بسبب الكافيين الموجود في مشروبات الطاقة، قال إنهم يميلون إلى «زيادة القلق وليس تقليله». بدأ Fleury وفريقه في تطوير مشروب الاسترخاء في عام 2006 باستخدام مكونات طبيعية في الغالب تهدئ الشخص دون إحداث النعاس.
عندما تم إطلاق المنتج النهائي في ديسمبر 2008، تم تعبئته لمحاكاة Red Bull. كانت العلبة ذات شكل وحجم مشابه لمشروب الطاقة الشهير، وكان الشعار يتميز ببقرتين مسترخيتين على النقيض من الثيران المتقاتلين في شعار ريد بول. بعد الإطلاق، أرسلت شركة Red Bull GmbH إشعارًا رسميًا لشركة Slow Cow Drink Inc. للإغلاق، مدعية أن عبوة Slow Cow قد نسخت وبينما اعترف Lino Fleury بالعبوة المماثلة، قال إن محاميه «واثقون من أنهم سينتصرون في هذه القضية».